# 아메리카군함조

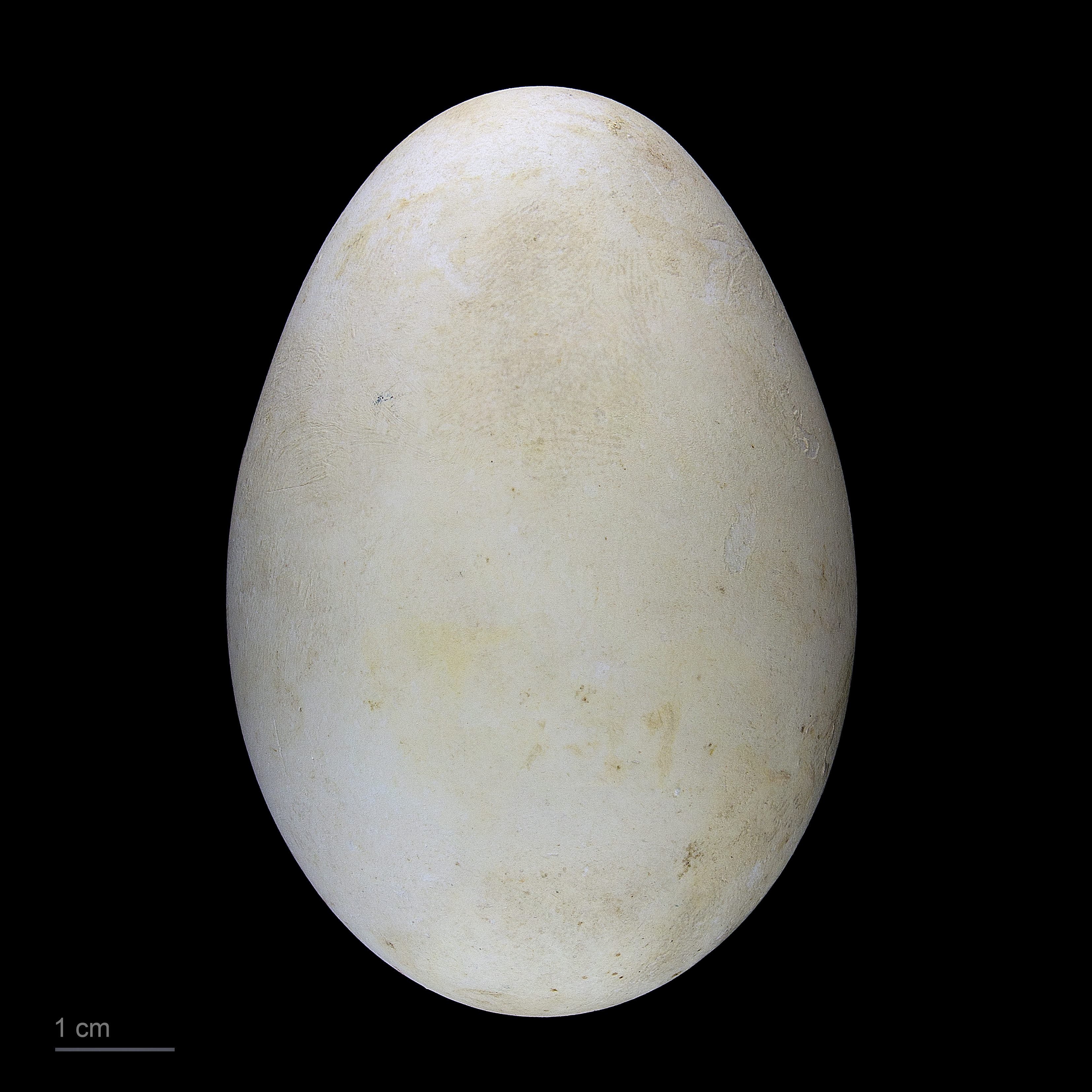
Fregata magnificens

아메리카군함조는 군함조과에 속하며 학명은 Fregata magnificens이다. 열대해양에 떼를 지어 서식한다. 몸길이는 약 1m이지만, 날개편길이는 무려 2.5m나 된다. 몸의 윗면은 금속 광택이 나는 검은색의 깃털로 덮여 있다. 어린새는 머리가 흰색이다. 꽁지깃은 길고 가늘며 둘로 갈라져 엇갈린다. 목에 주머니가 있는데, 평소는 짙은 노란색이지만 번식기에는 붉은색을 띠고 풍선처럼 부푼다. 집단으로 번식하며, 바위·높은 절벽·무인도의 나무 위에 둥지를 튼다. 암컷이 번식기에 낳는 알은 하나이며, 이들이 새끼를 돌보는 기간은 조류 중 가장 길다. 주로 물고기와 오징어를 먹는다. 바다의 수면 위를 날다가 직접 먹이를 잡거나, 다른 새가 잡은 먹이를 가로채기도 한다. 수컷이 암컷보다 작고 색이 짙다.

## 참고 자료
- 이 문서에는 다음커뮤니케이션(현 카카오)에서 GFDL 또는 CC-SA 라이선스로 배포한 글로벌 세계대백과사전의 내용을 기초로 작성된 글이 포함되어 있습니다.